# مارکوس اشتورک

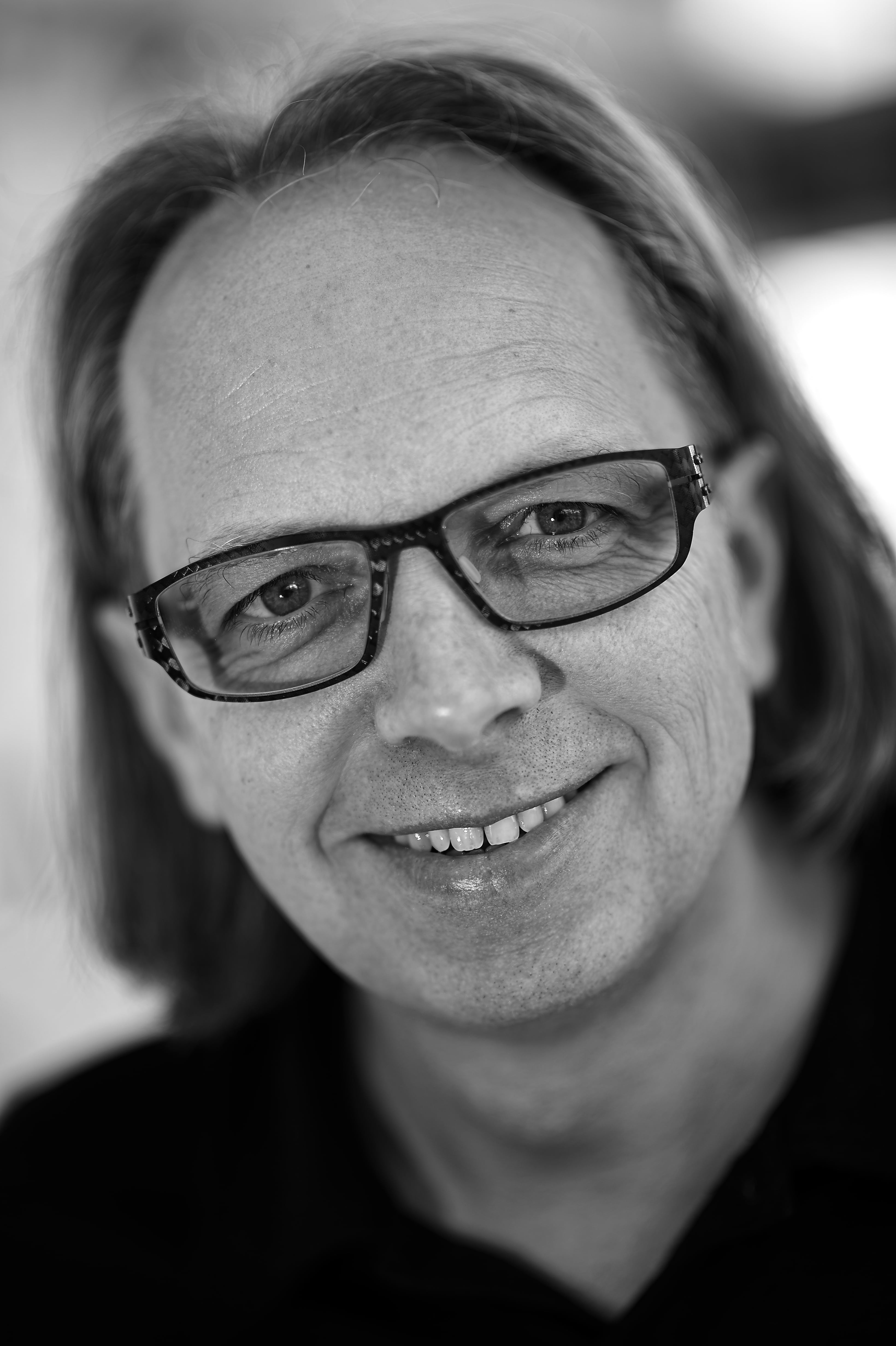
مارکوس اشتورک طراح و مهندس آلمانی - ۲۰۱۷

مارکوس اشتورک طراح و توسعه‌دهنده دوچرخه‌ آلمانی، که به خاطر ایجاد سبک‌ترین چنگال دوچرخه‌ مسابقه‌ای در جهان که از فیبر کربن و اولین میل دوچرخه فیبر کربنی، ساخته‌شده به شهرت رسیده‌است. او همچنین، مدیر عامل و بنیان‌گذار دوچرخه اشتورک، طراح و مبتکر آن است. پیشرفت‌های فنی او، رکورد جهانی سبکی و سفتی نسبت به وزن را دارد.

## زندگی شخصی
مارکوس استورک بیست سال است که با همسرش هلنا ازدواج کرده است. او انگلیسی را روان صحبت می‌کند.

## [۵]مراجع
1. 1 2  "Storck : Factory Visit". Cyclist (به انگلیسی). Retrieved 2017-03-15.
2. ↑  "The History of Storck Bicycles | Vielo Sports UK". www.vielosports.co.uk (به انگلیسی). Archived from the original on 25 اكتبر 2017. Retrieved 2017-03-15. {{cite web}}: Check date values in: |archive-date= (help)
3. ↑  "Passion & Purpose: An Interview with Markus Storck - SPIN Asia Magazine". SPIN Asia Magazine (به انگلیسی). Archived from the original on 1 February 2022. Retrieved 2017-03-22.
4. ↑  roadbikereview (2009-01-14), Interview with Markus Storck, retrieved 2017-03-28
5. ↑  road.cc (2012-09-24), Eurobike 2012 - Markus Storck, retrieved 2017-03-28